# Vladimir Nemțov
Vladimir Nemțov (Владимир Немцов, n. 28 august/10 septembrie 1907, Yepifan⁠(d), Gubernia Tula⁠(d), Imperiul Rus – d. 3 ianuarie 1994, Moscova, Rusia) a fost un scriitor sovietic, inventator, popularizator al științei, publicist. 

## Biografie
S-a născut în orașul Epifan (regiunea Tula). A studiat între 1926-29 la catedra de literatură a Facultății de Etnologie a Universității de Stat din Moscova, dar a părăsit universitatea în ultimul său an, fiind interesat de tehnologia radio: unele modele inventate de Nemțov au fost publicate în reviste și ziare de radioamatori. A fost invitat la Institutul de Cercetări Militare, unde s-a ocupat de construcția aparatelor radio de dimensiuni mici. În acea perioadă, el a avut peste 20 de brevete de invenții, iar aparatele radio au fost construite. Ca designer, a ajutat la dezvoltarea lor la uzina din Leningrad. Pentru crearea de arme noi și lucrări inventive, a primit Ordinul Steaua Roșie.

## Traduceri
Al șaselea simț (Шестое чувство);
Traducere de F. Ionescu, publicată în CPSF #132 / 15.05.1960.
Un nor de lăcuste se apropie de Uzbekistan, în acei ani, parte a URSS. Oamenii se luptă pentru a opri insectele să zboare mai departe și să distrugă fertila Valea Ferghana. Eroul lucrării are la dispoziție o invenție fără precedent, care permite să ademenească diverse insecte. 
Căi nevăzute;
Traducere de F. Ionescu, publicată în CPSF #132 / 15.05.1960.
O nouă piele (Новая кожа)
Traducere de F. Ionescu, publicată în CPSF #132 / 15.05.1960.
Inventatorul-biolog a devenit interesat de problema bronzării deoarece iubita lui a dorit să se facă mai frumoasă.  Eroul, folosind o analogie profundă între bronzare și procesul de fotografiere, a creat un dispozitiv corespunzător. Numai că acum iubita eroului a devenit o femeie de culoare (neagră)...

## Legături externe
- Vladimir Nemțov, isfdb.org